# Dagerotipija
Dagerotipija je prvi fotografski proces koji je imao i komercijalnog uspjeha, a naziv je dobila prema svom izumitelju francuzu Louis Daguerreu. Slika je bila direktni pozitiv na ploči od posrebrenog bakra, dobiven putem kamere. Ove ploče bile su od tzv. šefildski platiranog bakra, naime debeli komad bakra obložen srebrnim limom bi se zagrijao te potom obradio valjanjem. Rezultat je bila bakrena ploča obložena tankim slojem srebra.
Površina dagerotipijske ploče je poput zrcala, sa slikom direktno na srebrnoj površini, ista je izrazito fragilna, te se lako može čak i prstom obrisati, te se mora gledati pod određenim kutom kao bi slika bila vidljiva. Ovisno o kutu gledanja, sliku se može vidjeti bilo kao pozitiv bilo kao negativ.
Nakon što je Louis Daguerre desetak godina radio na projektu razvijanja tehnike snimanja, Académie des Sciences je 9. siječnja 1839. je podržala projekt, te je izum otkupila francuska država - Daguerre je zauzvrat dobio doživotnu rentu - te ga je 19. kolovoza 1839. francuska vlada proglasila projektom "Libérez au monde" (fr. Slobodnim za svijet); objavivši sve tehničke upute kako bi ih svi mogli koristiti, kao dar Francuske čitavom čovječanstvu.
Prve su dagerotipije izrađene pomoću Chevalierovih leća koje su bile vrlo "spore", kao svjetloosjetljivi materijal korišten je srebrni jodid dobiven izlaganjem ploče parama joda. Ovo pak znači da je ekspozicija bila vrlo duga, odnosno preduga za izradu portreta, tako da su prvi subjekti bile ulične scene i arhitektonske studije. Nakon što se iza 1841. godine - kada je bečki matematičar Petzval razvio za potrebe Dagerotipije leću koja će biti znatno bolja od do tada korištene Chevalierove leće -  počelo koristi Petzvalove leće, dagerotipija se počela naveliko koristiti za izradu portreta.
Dagerotipije su stvarale samo jednu snimku, koju se nije moglo umnožavati. Veličina cijele dagerotipske ploče je bila 16,5 x 21 cm, a izrađivale su se i manje - od polovine, četvrtine, šestine, devetine i šesnaestine pune ploče, Radi izlaganja na stolovima i komodama montirale su se u kućišta sa staklom i poklopcem, ili su vješane na zid, u okvirima ovalnog ili vitičastog oblika, koji su trebali naglasiti bitni sadržaj snimke.
Na isti su način opremane i fotografije dobivene tintipijom i ambrotipijom, no izrada istih bila je potpuno drugačija, radilo se o mokrim kolodijskim pločama na staklu ili bitumenom prevučenom bijelom limu.
Ove se od dagerotipije razlikuju po kvaliteti slike. Polirana srebrna površina daje dagerotipijama dojam da uslikani motivi lebde u prostoru.

## Vanjske poveznice
- International Contemporary Daguerreotypes community (non profit org)
- The Daguerreian Society: History, and predominantly US oriented database & galleries
- [neaktivna poveznica]
- Daguerreotype Portraits and Views, 1836-1864: US Library of Congress
- The American Handbook of the Daguerreotype iz Projekta Gutenberg
- The Social Construction of the American Daguerreotype Portrait
- Article on daguerreotypes, Discover Magazine
- A University of Utah Podcast on Daguerreotype Theories  Arhivirana inačica izvorne stranice od 9. veljače 2012. (Wayback Machine)
- Daguerreotype Plate Sizes
- Library of Congress Collection
- Cased Photos The Boston Public Library's Cased Photo Collection on Flickr.com
- Daguerreotype collection at the Canadian Centre for Architecture
- Article by Malcom Daniel, Department of Photographs, The Metropolitain Museum of Art
- The first photograph